# Daniela Einsdorf

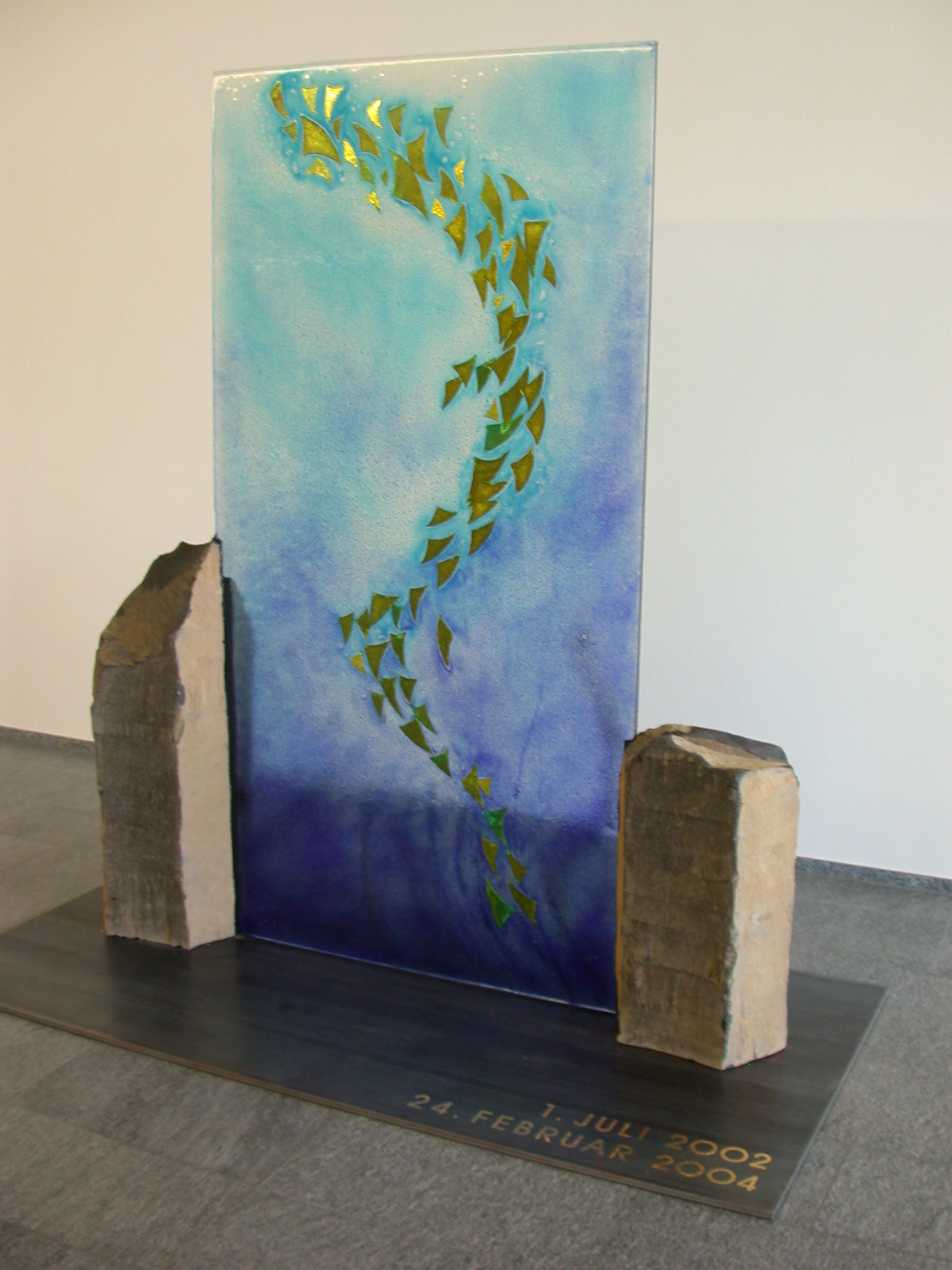
Gedenkskulptur bei Skyguide

Daniela Einsdorf (geboren in München) ist eine deutsche Diplom Bildhauerin und Pädagogin. Ihre Skulpturen sind im öffentlichen Raum in Stuttgart, in Vaihingen, in Überlingen am Bodensee und in der Schweiz aufgestellt.

## Werdegang
Daniela Einsdorf ist die Tochter der in Metz geborenen Grafikerin und Malerin Lieselotte Einsdorf und des in Bochum geborenen Rechtsanwaltes Günther Heintzmann (sein Großvater war Julius Philipp Heintzmann). Sie studierte Pädagogik und war in verschiedenen pädagogischen Einrichtungen tätig. Sie war Dozentin für Kunst und studierte an der Alanus Hochschule für Kunst und Gesellschaft in Bonn Bildhauerei, was sie mit dem Diplom abschloss. Sie ist eine Schülerin des Bildhauers Erich Glauer und des Bildhauers Günther Mancke (Weißenseifen, Schüler von Ewald Mataré) sowie des Bildhauers Manfred Welzel. Von 1989 bis 1991 lebte sie in Kapstadt / Südafrika. Dort leitete sie eine Holzwerkstatt für Menschen mit einer Behinderung. Nach ihrer Rückkehr zog sie nach Überlingen am Bodensee.

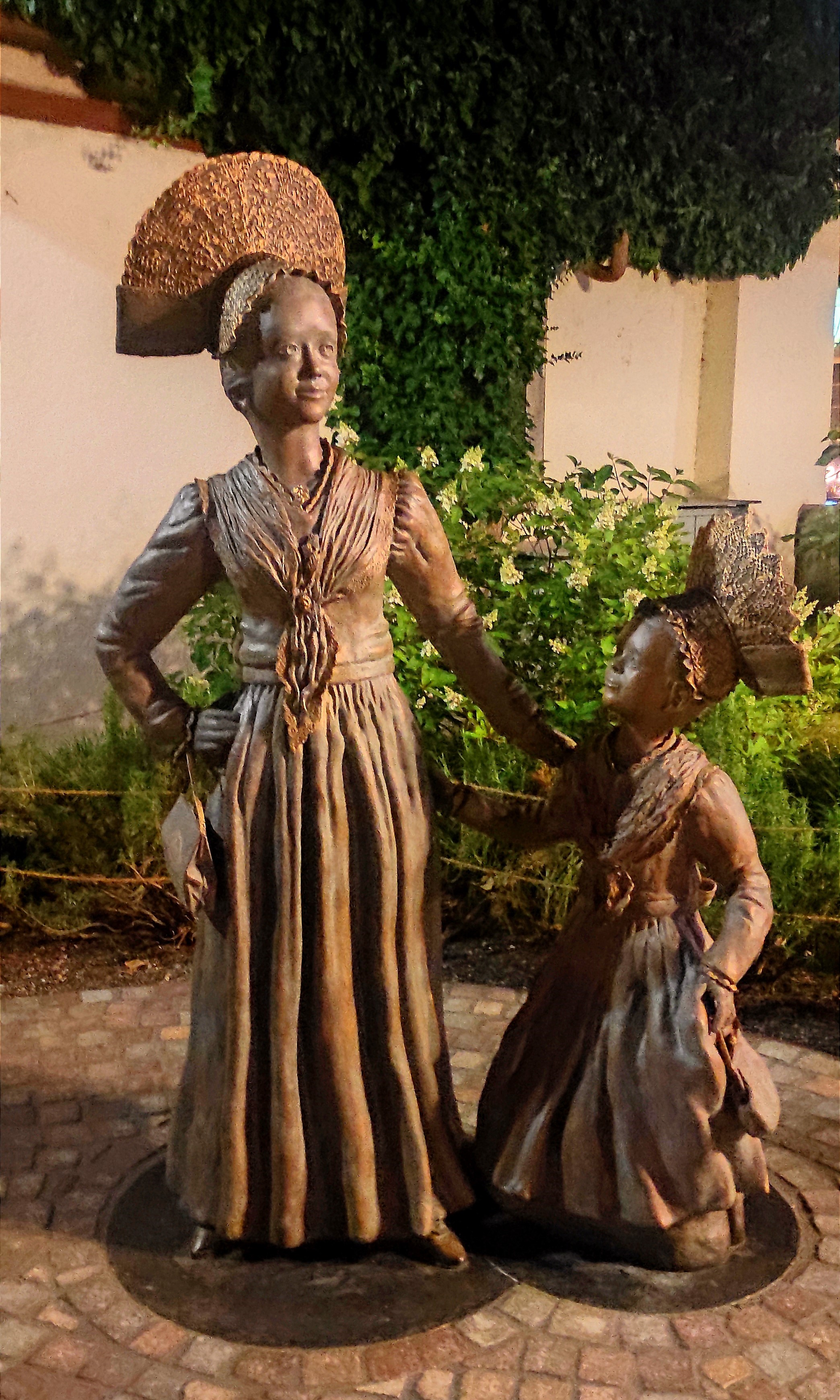
Überlingerinnen in Festtagstracht

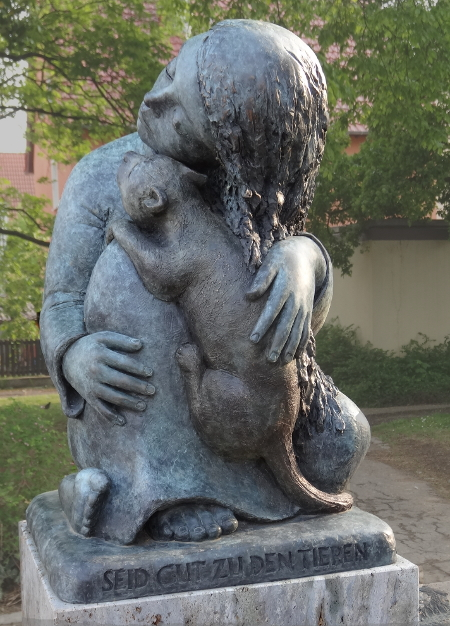
Figur auf dem Tierschutzbrunnen in Vaihingen

2004 errichtete sie für die Firma Skyguide zum Gedenken an die Flugzeugkollision von Überlingen eine Gedenkskulptur. Mit ihren Skulpturen umrahmte sie für die Stadt Überlingen die jährlichen Gedenkfeiern zur Erinnerung an die Flugzeugkollision.

## Werke
- 2004 Gedenkskulptur für die Firma Skyguide.[7][8]
- 2005 Porträt von Erich Glauer, Bildhauer
- 2010 Tierschutzbrunnen in Stuttgart-Vaihingen, Neugestaltung von einem Werk ihres Lehrers Erich Glauer.[9][10]
- 2011 Grabmal von Taco Bay auf dem Lehenhof im Deggenhausertal.[11]
- 2013 Sternenbrunnen auf der Stuttgart Uhlandshöhe (Neugestaltung)[12]
- 2016 Porträt von C. Hahn, Bronzeguss
- 2018 Grabmal von Cornelia Hahn und Familie, Friedhof Deisendorf, Überlingen
- 2019 Grabmal von Gräfin Katharina von Pückler Friedhof Lehenhof
- 2020 Porträt von Ewald Karl Schrade Galerist, Mochental und Karlsruhe
- 2023 Bronzeskulpturen "Überlingerinnen in Festtagstracht" auf dem Rathausplatz in Überlingen.[13][14]
- 2024 Hahn und Henne, Bronzeskulpturen, Stuttgart, Paul Gerhardtplatz.[15]